# Louis Boyer
Louis Boyer (20 gennaio 1901 – 1999) è stato un astronomo francese.
È tra i più prolifici scopritori di asteroidi. Il Minor Planet Center gli accredita la scoperta di 40 asteroidi tra gli anni 1930 e 1952.
Ha lavorato all'osservatorio di Algeri, nell'allora colonia francese d'Algeria, con Alfred Schmitt e Odette Bancilhon ai quali ha dedicato due degli asteroidi scoperti: 1617 Alschmitt e 1713 Bancilhon. A sua volta Schmitt gli dedicò 1215 Boyer.